# 헤더 노스
헤더 노스(Heather North, 1945년 12월 13일 ~ 2017년 11월 29일)는 미국의 배우, 성우, 텔레비전 배우이다.
패서디나에서 태어났다.

## 영화
- 스쿠비-두! 앤드 더 레전드 오브 더 뱀파이어 (2003년)
- 맨발의 경영자 (1971년)
- 우리 생애 나날들 (1965년)